# البنك الأهلي السعودي
البنك الأهلي السعودي أو (اختصاراً: SNB) وكان يُسمى سابقًا البنك الأهلي التجاري (اختصاراً: NCB) يُعد أكبر مؤسسة مالية في المملكة العربية السعودية، مع حصة سوقية تبلغ 30% تقريباً، وإجمالي أصول تتجاوز 896 مليار ريال (239 مليار دولار أمريكي)، وقاعدة حقوق ملكية تبلغ 127 مليار ريال (34 مليار دولار أمريكي)، وصافي ربح مجمّع يبلغ 15.6 مليار ريال (4.2 مليار دولار أمريكي).

## التاريخ
تأسس عام 1953 في مدينة جدة، حين أصدر الملك عبد العزيز بن عبد الرحمن آل سعود أمراً ملكياً بدمج شركتي صالح وعبد العزيز كعكي وسالم بن محفوظ إلى شركة تحت مسمى البنك الأهلي التجاري.
في عام 1998، تحول البنك إلى شركة مساهمة بدخول 20 مساهما من رجال الأعمال وتم تقسيم الأسهم على النحو التالي: خالد سالم بن محفوظ 36 مليون سهم، نائلة عبد العزيز كعكي 12 مليون سهم، وإسماعيل ابوداود 20 ألف سهم، وعلي الجفالي 20 ألف سهم، وعبد الله الغليقة 20 ألف سهم، وعبد الرحمن خالد بن محفوظ 4.26 مليون سهم، وعبد الله باحمدان 300 ألف سهم، ومطلق المطلق 20 ألف سهم، وناصر الرشيد 20 ألف سهم، وسلطان خالد بن محفوظ 3.6 مليون سهم، وإيمان خالد بن محفوظ 1.8 مليون سهم، وعبد الرحمن العوهلي 20 ألف سهم، واميمة كعكي 1.2 مليون سهم، ومرعي بقشان 20 ألف سهم، وعمر العيسائي 20 ألف سهم، وعبد القادر الفضل 20 ألف سهم، وصالح كعكي 600 ألف سهم، وعمر باجري 20 ألف سهم.
في عام 1999 كان عدد أسهم البنك الأهلي التجاري يبلغ 60 مليون سهم. في شهر مايو 1999، ابرم صندوق الاستثمارات السعودي والتأمينات الاجتماعية صفقة أتما بموجبها شراء حصة 50% من حصة المصرفي خالد بن محفوظ البالغة حينها 60% من أسهم البنك الأهلي التجاري. أصبحت الملكية موزعة بين: صندوق الاستثمارات العامة والتأمينات الاجتماعية 50%، خالد بن محفوظ 10%، نائلة كعكي 20% فيما تتوزع النسبة المتبقية على نحو 16 رجل أعمال، بينهم أنجال المصرفي خالد بن محفوظ وهم عبد الرحمن 7.1% وسلطان 6% وإيمان 3%.

## لمحة عامة
البنك الأهلي السعودي هو من أكبر البنوك السعودية والعربية، وأعرقها، بدأ البنك نشاطه بموجب الأمر السامي الكريم في 20 ربيع ثاني 1373 هـ الموافق 26 ديسمبر 1953م. بلغ رأس مال البنك عند تأسيسه 30 مليون ريال سعودي أو ما يعادل حوالي 8 ملايين دولار
في عام 1999، دخلت الحكومة السعودية ممثلة في صندوق الاستثمارات العامة التابع لوزارة المالية مساهمةً بأغلبية ملكية البنك بعد أن تحول إلى شركة مساهمة قبلها بعامين في 1997.
يمتلك البنك الأهلي 90.71% من أسهم شركة الأهلي المالية الشركة الرائدة في المصرفية الاستثمارية، كما يمتلك البنك الأهلي 67.03% في بنك تركيا فاينانس كاتيليم بنكاسي البنك الرائد في قطاع المصرفية الإسلامية في تركيا.

## نبذة عن البنك
البنك الأهلي السعودي هو من أعرق البنوك السعودية، وأحد أبرز المؤسسات المالية في المنطقة ويعتبر أول بنك سعودي النشأة حيث بدأ نشاطه بموجب الأمر الملكي السامي في 20 من ربيع الثاني 1373هـ الموافق 26 ديسمبر 1953م كشراكة عامة نتاجاً لدمج أكبر مصارف العملات بالمملكة وهما «شركة صالح وعبد العزيز كعكي» و «شركة سالم بن محفوظ» لتكونا بعد اندماجهما أول بنك سعودي مسجل قانونياً.
قام البنك الأهلي في عام 1979م بإصدار أول صندوق استثماري في المملكة العربية السعودية. ومنذ ذلك الحين شارك في سلسلة من الأعمال الأولى من نوعها في صناعة طفرة مصرفية رائدة في المملكة، وملتزماً بأحكام الشريعة الإسلامية في كافة تعاملاته وخدماته. ولتأكيد الصدارة قدم البنك الكثير من الابتكارات الخاصة بالتمويل العقاري وتمويل السيارات، قائداً بذلك مسيرة الريادة نحو تطوير العديد من خدمات التمويل. إضافةً إلى كونه أول بنك يصدر البطاقات الائتمانية وأول من قدم أجهزة الصراف الآلي وأول من ينشئ برامج ادخارية للطلبة وأول بنك يخصص فروعاً للسيدات.
تحول البنك الأهلي في عام 1997م إلى شركة مُساهمة، وفي عام 1999م دخلت الحكومة السعودية مُمَثلة في صندوق الاستثمارات العامة مساهمةً بأغلبية ملكية البنك وتم تقسيم بقية الأسهم بين المؤسسة العامة للتأمينات الاجتماعية وعدد من المستثمرين السعوديين.
وفي عام 2014م تم طرح 25% من أسهم البنك الأهلي للاكتتاب العام. وكان البنك من أوائل الشركات السعودية التي قامت بتطبيق مبدأ الحكومة المؤسساتية، ويُعتبر أول بنك في المملكة يحصل على شهادة اعتماد دولية في استمرارية العمل إضافة إلى ريادته في مجال المسؤولية المجتمعية، حيث تم إطلاق العديد من البرامج الجديدة شملت برامج فرص العمل، والدعم، والتسهيلات الخيرية
يُعد البنك الأهلي الأكبر في العالم العربي، حيث يبلغ رأسماله 30 مليار ريال أي ما يعادل 8 مليارات دولار أمريكي، ويمتلك ملكية مباشرة بنسبة 90.71% من أسهم شركة الأهلي المالية الشركة الرائدة في المصرفية الاستثمارية، كما يمتلك 67.03% في بنك تركيا فاينانس كاتيليم بنكاسي البنك الرائد في قطاع المصرفية الإسلامية في تركيا.

### مجلس إدارة البنك
- عمار الخضيري  ـ رئيس مجلس الإدارة
- يزيد بن عبد الرحمن الحميّد ـ نائب رئيس مجلس الإدارة
- سعيد بن محمد الغامدي  ـ العضو المنتدب والرئيس التنفيذي للمجموعة[11]
- راشد إبراهيم شريف  ـ عضو مجلس الإدارة
- ديفيد جيفري مييك  ـ عضو مجلس الإدارة
- مارشل شارلز بايلي ـ عضو مجلس الإدارة
- انس احمد مؤمنه  ـ عضو مجلس الإدارة
- سعود سليمان الجهني  ـ عضو مجلس الإدارة
- زياد محمد التونسي  ـ عضو مجلس الإدارة
- محمد علي الحوقل  ـ عضو مجلس الإدارة
- زيد عبد الرحمن القويز  ـ عضو مجلس الإدارة

## المؤشرات المالية
البنك الأهلي هو أكبر البنوك في العالم العربي، ويبلغ رأس ماله 30 مليار ريال أي ما يعادل 8 مليارات دولار.
بلغت أصول البنك 444 مليار ريال، أي ما يعادل 118 مليار دولار بنهاية العام المالي 2017م.
بلغت أرباح البنك الصافية 9,802 مليون ريال، أي ما يعادل 2,614 مليون دولار في نهاية العام 2017م.
بلغت حقوق المساهمين 64,276 مليون ريال، أي ما يعادل 17,140 مليون دولار، في نهاية العام 2017م.
بلغ العائد على حقوق المساهمين 17.8% بنهاية العام 2017م.
بلغ ربح السهم الأساسية العام المالي 2017م 4.74 ريال، أي ما يعادل 1.26 دولار 2017م.وفي العام 2023 نمت أرباح البنك الأهلي السعودي 7.7% لتصل إلى 20 مليار سعودي أي ما يعادل 5.3 مليار دولار.,وفي فبراير 2024 استطاع البنك الأهلي السعودي جمع 850 مليون دولار من بيع صكوك دولاريه لأجل 5 سنوات، وفق بيانات الطرح التي بدأت في 20 فبراير، حيث استقبل البنك طلبات بـ 3.6 مليار دولار للمشاركة في الطرح، لتصل بذلك تغطية الإصدار بأكثر من 4 مرات.

## حقائق هامة
بلغ إجمالي عدد فروع البنك بالمملكة 400 فرعاً بنهاية العام 2017م، تقدّم خدمات مصرفية إسلامية.
بلغ عدد عملاء البنك أكثر من 5.9 مليون عميلاً بنهاية العام 2017م.
بلغ عدد موظفي البنك الأهلي بالمملكة 7,973بنهاية العام 2017م، تبلغ نسبة السعوديين منهم 95.3%.
بلغ عدد أجهزة الصراف الآلي التي يشغلها البنك في أنحاء المملكة 3,488 جهازاً بنهاية العام 2017م.
تم تنفيذ أكثر من 96% من إجمالي عمليات البنك عبر القنوات الإلكترونية الذكية خلال العام 2017م.
يُعد البنك الأهلي من أوائل الشركات السعودية التي قامت بتطبيق مبدأ الحكومة المؤسساتية، كما يُعتبر البنك الأهلي أوَّل بنك في المملكة يحصل على شهادة اعتماد دولية في استمرارية العمل.
حافظ البنك على موقع الريادة في مجال المسؤولية المجتمعية، حيث تم إطلاق العديد من البرامج الجديدة شملت برامج فرص العمل، والدعم، والتسهيلات الخيرية

## الجوائز التي حصل عليها البنك خلال عام 2017م
- «الأهلي للتكافل» أفضل شركة تكافل في السعودية
- ضمن جوائز مجلة التمويل الدولي للعام 2016م.
- أفضل بنك في التمويل الشخصي بالمملكة العربية السعودية (فبراير) من ذا بانكر ميدل إيست
- أفضل بنك في البطاقات الإسلامية بالمملكة العربية السعودية (مارس) من ذا بانكر ميدل إيست
- أفضل بنك في إدارة النقد بالمملكة العربية السعودية (أبريل) من ذا بانكر ميدل إيست
- أفضل بنك في خدمة عملاء مصرفية الأفراد بالمملكة العربية السعودية (مايو) من ذا بانكر ميدل إيست
- جائزة تقدير الجودة المتميزة – للفترة من 1997 - 2015 بنك جي بي مورغان
- جائزة تقدير الجودة المتميزة – للفترة من 2009 - 2015 بنك جي بي مورغان
- جائزة معهد الإدارة العامة كأفضل مؤسسة أهلية توظف خريجي المعهد للعام 2016م
- تكريم هيئة المنشآت الصغيرة والمتوسطة لدعمه استقطاب الكفاءات الوطنية
- جائزة أفضل برنامج تمويل عقاري للأفراد
- ضمن فعاليات معرضي وملتقيي جدة والرياض للعقارات والإسكان والتطوير العمراني «ريستاتكس الرياض»
- أفضل بنك في جميع الخدمات المقدمة بمجال المصرفية الخاصة - جوائز يوروموني
- أفضل بنك في الخدمات الخاصة لشريحة العملاء فوق 30 مليون دولار - جوائز يوروموني
- أفضل بنك في الخدمات الخاصة لشريحة العملاء بين 5 إلى 30 مليون دولار - جوائز يوروموني
- أفضل بنك في الخدمات الخاصة لشريحة العملاء بين 1 إلى 5 ملايين دولار - جوائز يوروموني

## الجوائز التي حصل عليها البنك خلال عام 2016م
- أفضل بنك في المملكة العربية السعودية - جوائز يوروموني للتميز 2016
- أفضل بنك في المملكة العربية السعودية - جوائز مجلة ذا بانكر ميدل إيست للصناعة المصرفية 2016م
- البنك الأول في المملكة العربية السعودية (الشريحة الأولى) - ضمن جوائز مجلة ذا بانكر المملوكة لصحيفة فايننشال تايمز لقائمة أكبر 1000 بنك في العالم 2016
- البنك رقم 87 على مستوى العالم (الشريحة الأولى) (مقارنةً بالمركز 115 عام 2014) - ضمن جوائز مجلة ذا بانكر المملوكة لصحيفة فايننشال تايمز لقائمة أكبر 1000 بنك في العالم 2016
- ثاني أقوى ميزانية عمومية في الشرق الأوسط في المملكة العربية السعودية - ضمن جوائز ذا آسيان بانكر لأقوى البنوك خلال العام من حيث أقوى ميزانية عمومية
- ثاني أقوى ميزانية عمومية في الشرق الأوسط - ضمن جوائز ذا آسيان بانكر لأقوى البنوك خلال العام من حيث أقوى ميزانية عمومية
- أفضل مصرفي للأفراد بالمملكة العربية السعودية هذا العام – حامد فايز - جوائز بانكر ميدل إيست للمنتجات المصرفية 2016
- أفضل مصرفية إلكترونية للأفراد بالمملكة - جوائز بانكر ميدل إيست للمنتجات المصرفية 2016
- أفضل بنك في الحوالات المالية بالمملكة العربية السعودية - جوائز بانكر ميدل إيست للمنتجات المصرفية 2016
- أفضل بنك في الحوالات المالية بالمملكة العربية السعودية - ضمن جوائز مجلة التمويل والعمل الإسلامي 2016
- البنك الأفضل في خدمة العملاء بالمملكة - جوائز بانكر ميدل إيست للمنتجات المصرفية 2016
- أفضل بنك في الخدمات الإلكترونية للشركات والمصرفية الشاملة بالمملكة - أفضل قناة إلكترونية لمصرفية الشركات في منطقة الشرق الأوسط وأفريقيا"
- ضمن قائمة مجلة «جلوبال فاينانس» لأفضل بنوك مزودة للخدمات الإلكترونية لعام 2016 - أفضل بنك في التمويل العقاري في المملكة العربية السعودية
- جوائز مجلة ذا بانكر ميدل إيست للصناعة المصرفية 2016م - أفضل بنك في الخدمات المصرفية المميزة في المملكة العربية السعودية
- جوائز مجلة ذا بانكر ميدل إيست للمنتجات المصرفية 2016م - أفضل بنك في إدارة الخزينة في المملكة العربية السعودية
- جوائز مجلة ذا بانكر ميدل إيست للمنتجات المصرفية 2016م - أفضل بنك في تمويل المنشآت الصغيرة والمتوسطة في المملكة العربية السعودية
- جوائز مجلة ذا بانكر ميدل إيست للمنتجات المصرفية 2016م - أفضل بنك في الخدمات المصرفية الخاصة الشاملة في المملكة العربية السعودية
- الاستبيان السنوي لمجلة يوروموني للمصرفية الخاصة وإدارة الثروات 2016م - جائزة تقدير الجودة المتميزة
- بنك جي بي مورغان تشيس - جائزة أفضل أسعار STP بالدولار الأمريكي
- بنك جي بي مورغان تشيس - جائزة أفضل برنامج تمويل عقاري للأفراد 2015م
- ضمن فعاليات معرضي وملتقيي جدة والرياض للعقارات والإسكان والتطوير العمراني «ريستاتكس الرياض 2016م»

## الجوائز التي حصل عليها البنك خلال عام 2015م
أفضل طرح عام أولي في الشرق الأوسط - إيميا فاينانس 2015
- أفضل بنك بالمملكة العربية السعودية - ضمن جوائز التميز من مجلة يوروموني
- أفضل بنك تجاري بالمملكة - من مجلة ذا بانكر ميدل إيست
- جائزة أفضل بنك إسلامي بالمملكة العربية السعودية - من مجلة «أخبار التمويل الإسلامي»
- جائزة أفضل صفقة تمويل مشترك للعام - من مجلة «أخبار التمويل الإسلامي»
- أفضل بنك سعودي في الخدمات المصرفية الخاصة الشاملة - في الاستبيان السنوي لمجلة يوروموني لعام 2015م للمصرفية الخاصة وإدارة الثروات
- أفضل بنك في الخدمات المصرفية الخاصة لشريحة العملاء أصحاب الثروات التي تزيد عن 30 مليون دولار - الاستبيان السنوي لمجلة يوروموني لعام 2015م للمصرفية الخاصة وإدارة الثروات.
- أفضل بنك في الخدمات المصرفية الخاصة لشريحة العملاء أصحاب الثروات بين 5 إلى 30 مليون دولار - الاستبيان السنوي لمجلة يوروموني لعام 2015م للمصرفية الخاصة وإدارة الثروات.
- أفضل بنك في القدرات المصرفية التجارية - الاستبيان السنوي لمجلة يوروموني لعام 2015م للمصرفية الخاصة وإدارة الثروات
- أفضل بنك في خدمات المشورة والتخطيط المالي - الاستبيان السنوي لمجلة يوروموني لعام 2015م للمصرفية الخاصة وإدارة الثروات
- جائزة أفضل بنك إسلامي خاص 2015م - من مجلة جلوبال فاينانس – جوائز المؤسسات المالية الإسلامية من مجلة جلوبال فاينانس لعام 2015م
- أفضل مقدم لخدمات التمويل الإسلامي للمشاريع، المملكة العربية السعودية - جوائز المؤسسات المالية الإسلامية من مجلة جلوبال فاينانس لعام 2015م

## الجوائز التي حصل عليها البنك خلال عام 2014م
- جائزة أفضل بنك في الخدمات المصرفية الخاصة لشريحة العملاء أصحاب الثروات (بين 10 ملايين إلى 30 مليون دولار أمريكي) بالمملكة العربية السعودية، من مجلة يوروموني للعام 2014م.
- جائزة أفضل بنك إسلامي بالمملكة العربية السعودية 2014 من مجلة ذا بانكر.
- جائزة أفضل بنك في إدارة النقد – من مجلة ذا بانكر ميدل إيست المملكة العربية السعودية 2014م.
- جائزة أفضل بنك في الخدمات المصرفية للأفراد – من مجلة ذا بانكر ميدل إيست المملكة العربية السعودية 2014م.
- جائزة أفضل بنك في المملكة العربية السعودية – من مؤسسة سي بي آي فايننشال.
- جائزة أفضل بنك في الشرق الأوسط– مؤسسة سي بي آي فايننشال ضمن جوائز ذا بانكر ميدل إيست 2014م.
- جائزة أفضل بنك محلي في إدارة النقد بالمملكة العربية السعودية 2014– ذا آسيان بانكر.
- جائزة أفضل جهة توظيف - معهد الإدارة العامة.

## الاندماج
في 11 أكتوبر 2020، أعلن عن اتفاقية اندماج ملزمة بين البنك الأهلي ومجموعة سامبا. بموجب الاتفاقية، فإن الاندماج سيتم عن طريق دمج مجموعة سامبا المالية في البنك الأهلي ونقل جميع أصولها والتزاماتها إلى البنك الأهلي. وعند إتمام الاندماج، فسيستمر البنك الأهلي في الوجود، أما مجموعة سامبا المالية فستنقضي وستلغى جميع أسهمها، وسيقوم البنك الأهلي بإصدار أسهم جديدة لمساهمي مجموعة سامبا المالية في البنك الأهلي وفقاً لمعامل المبادلة، والذي بموجبه سيحصل مساهمو مجموعة سامبا المالية على عدد (0.739 سهم) في البنك الأهلي مقابل كل سهم يملكونه في مجموعة سامبا المالية. وستصدر أسهم العوض من خلال زيادة رأس المال المدفوع للبنك الأهلي من 30 مليار ريال سعودي إلى 44.78 مليار ريال سعودي وزيادة عدد أسهمه المصدرة من 3 مليارات سهم إلى 4.48 مليار  سهم والتي تمثل زيادة بنسبة 49.3%.

شعار البنك الأهلي التجاري قبل الاندماج

شعار مجموعة سامبا المالية قبل الاندماج

بنود الاندماج
| أهم بنود الاندماج                              |                                                                                        |
| آخر تطورات الاندماج                            | توقيع اتفاقية اندماج ملزمة                                                             |
| طريقة الاندماج                                 | دمج مجموعة سامبا في البنك الأهلي ونقل جميع أصولها والتزاماتها إلى البنك الأهلي.        |
| طريقة التعويض                                  | إصدار أسهم جديدة لمساهمي مجموعة سامبا                                                  |
| معامل المبادلة                                 | سيحصل مساهمو سامبا على عدد (0.739 سهم) في الأهلي مقابل كل سهم يملكونه في مجموعة سامبا. |
| الكيان الجديد                                  | البنك الأهلي السعودي                                                                   |
| مجموعة سامبا بعد الاندماج                      | ستنقضي وستلغى جميع أسهمها                                                              |
| رأس مال البنك الأهلي قبل الدمج                 | 30 مليار ريال                                                                          |
| رأس مال البنك الأهلي بعد الدمج                 | 44.78 مليار ريال                                                                       |
| نسبة الزيادة                                   | 49.3 %                                                                                 |
| سعر سهم الأهلي التجاري بناء على معامل المبادلة | 38.50 ريال                                                                             |
| سعر سهم "سامبا" لأغراض الاندماج                | 28.45 ريال (بزيادة 3.5 % عن سعر آخر إغلاق والبالغ 27.50 ريال)                          |
| حصة مساهمي سامبا بعد الاندماج                  | 32.6 % من رأس مال البنك الدامج                                                         |
| حصة مساهمي الأهلي التجاري بعد الاندماج         | 67.4 % من رأس مال البنك الدامج                                                         |

| كبار المساهمين بعد الاندماج         |        |
| المالك                              | الحصة  |
| صندوق الاستثمارات العامة            | 37.2 % |
| المؤسسة العامة للتقاعد              | 7.4 %  |
| المؤسسة العامة للتأمينات الاجتماعية | 5.8 %  |

### البنك الأهلي السعودي
في 1 أبريل 2021، أعلن البنك الأهلي عن نفاذ قرار دمج مجموعة سامبا المالية في البنك الأهلي، وبذلك تكون مجموعة سامبا المالية انتهت تماماً، وانتقلت جميع حقوقها والتزاماتها إلى البنك الأهلي، من خلال زيادة رأس ماله المدفوع من ثلاثين مليار (30,000,000,000) ريال سعودي إلى أربعة وأربعين مليار وسبعمائة وثمانين مليون (44,780,000,000) ريال سعودي وزيادة عدد أسهمه من ثلاثة مليارات (3,000,000,000) سهم إلى أربعة مليارات وأربعمائة وثمانية وسبعين مليون (4,478,000,000) سهم مدفوعة بالكامل، وذلك بعد أن استوفى كلاً من البنك الأهلي ومجموعة سامبا المالية الشروط النظامية وشروط الاندماج المتفق عليها بموجب اتفاقية الاندماج المبرمة بين البنكين.
بعد نفاد صفقة الاندماج تغير اسم البنك من (البنك الأهلي التجاري) إلى (البنك الأهلي السعودي) ابتداءً من تاريخ نفاذ الاندماج. وتم إلغاء إدراج أسهم مجموعة سامبا المالية في سوق الاسهم السعودية.

## وصلات خارجية
- الموقع الرسمي